# Костюкевич, Франц Петрович
Франц Петрович Костюкевич (род. 4 апреля 1963) — советский и белорусский легкоатлет, специалист по спортивной ходьбе. Выступал за сборные СССР и Белоруссии по лёгкой атлетике в 1980-х и 1990-х годах, обладатель двух бронзовых медалей чемпионатов мира в помещении, победитель Кубка мира, победитель и призёр первенств национального значения, действующий рекордсмен Белоруссии в ходьбе на 5000 метров в помещении. Мастер спорта СССР международного класса.

## Биография
Франц Костюкевич родился 4 апреля 1963 года. Детство провёл в деревне Добовичи Гродненской области, в школьные годы занимался бегом и лыжными гонками.
В спортивную ходьбу пришёл в 1981 году одновременно со службой в армии. Выступал за Минск и Белорусскую ССР.
Впервые заявил о себе в лёгкой атлетике на взрослом всесоюзном уровне в сезоне 1985 года, когда одержал победу в спортивной ходьбе на 10 000 метров на зимнем чемпионате СССР по спортивной ходьбе в Алуште.
В 1986 году выиграл бронзовую медаль в ходьбе на 20 км на IX летней Спартакиаде народов СССР в Ташкенте.
В 1987 году в той же дисциплине занял 50-е место на Кубке мира в Нью-Йорке, где вместе с соотечественниками выиграл общий командный зачёт и стал обладателем Кубка Лугано, получил серебро на чемпионате СССР по спортивной ходьбе в Новополоцке, тогда как на чемпионате мира в Риме сошёл с дистанции.
На зимнем чемпионате СССР по спортивной ходьбе 1988 года в Сочи на дистанции 20 км взял бронзу.
В 1989 году выиграл серебряную медаль в дисциплине 5000 метров на зимнем чемпионате СССР в Гомеле и бронзовую медаль в дисциплине 20 км на зимнем чемпионате СССР по спортивной ходьбе в Сочи. В ходьбе на 5000 метров завоевал бронзовую награду на чемпионате мира в помещении в Будапеште, в ходьбе на 20 км был лучшим на Кубке мира в Оспиталете.
В 1990 году добавил в послужной список бронзовую награду, полученную на дистанции 20 км на чемпионате СССР в Москве (при этом установил свой личный рекорд в данной дисциплине 1:18.51). Также стартовал в ходьбе на 20 000 метров на Играх доброй воли в Сиэтле, занял 11-е место на чемпионате Европы в Сплите.
В 1991 году с мировым рекордом 18.23,88 выиграл ходьбу на 5000 метров на зимнем чемпионате СССР в Волгограде, получил серебро в ходьбе на 20 км на зимнем чемпионате СССР по спортивной ходьбе в Сочи. Помимо этого, в дисциплине 5000 метров взял бронзу на чемпионате мира в помещении в Севилье, на Кубке мира в Сан-Хосе сошёл с дистанции в дисциплине 20 км.
В 1992 году в ходьбе на 5000 метров стал серебряным призёром на зимнем чемпионате СНГ в Москве и на чемпионате Европы в помещении в Генуе.
После распада Советского Союза Костюкевич остался действующим спортсменом и продолжил принимать участие в крупнейших международных стартах в составе белорусской национальной сборной. Так, в 1993 году он представлял Белоруссию на чемпионате мира в помещении в Торонто, в ходьбе на 5000 метров вышел в финал, но там был дисквалифицирован. Помимо этого, в ходьбе на 20 км занял 66-е место на Кубке мира в Монтеррее, сошёл на чемпионате мира в Штутгарте.
В 1994 году в дисциплине 5000 метров дошёл до финала на чемпионате Европы в помещении в Париже.
В 1995 году в ходьбе на 20 км занял 52-е место на Кубке мира в Пекине и вскоре завершил спортивную карьеру.